# Still Alive
Still Alive — пісня з фінальних титрів відеогри Portal 2007 року. Її написав і аранжував Джонатан Култон, а виконала Еллен Маклейн, що також озвучила антагоніста Portal і виконавицю пісні у грі, GLaDOS. Пісня виникла під час зустрічі між двома розробниками Valve і Култоном з пропозицією щоб він написав пісню для компанії. Оскільки він був шанувальником серії Half-Life від Valve, дія якої відбувається в тому ж всесвіті, що й Portal Култон погодився на пропозицію. Пісня була випущена на The Orange Box Soundtrack 21 грудня 2007 року разом з ексклюзивним вокальним міксом, якого не було в грі.
Пісня відтворюється у комп'ютерній консолі, після того, як протагоністка гри Челл перемогла GLaDOS, а текст пісні натякає, що GLaDOS насправді «Still Alive(укр. Досі жива)». Пісня отримала схвальні відгуки за гумор і якість виконання. Вона була представлена у багатьох місцях, зокрема на 2009 Press Start -Symphony of Games-, щорічному японському концертному заході для демонстрації музичних творів відеоігор. Вона також була представлена як пісня для безкоштовного завантаження для серії Rock Band, спочатку випущеної 1 квітня 2008 року. Перезаписана версія з вокалом Сари Квін з'явилась в альбомі Култона Artificial Heart 2011 року.

## Передумови та створення

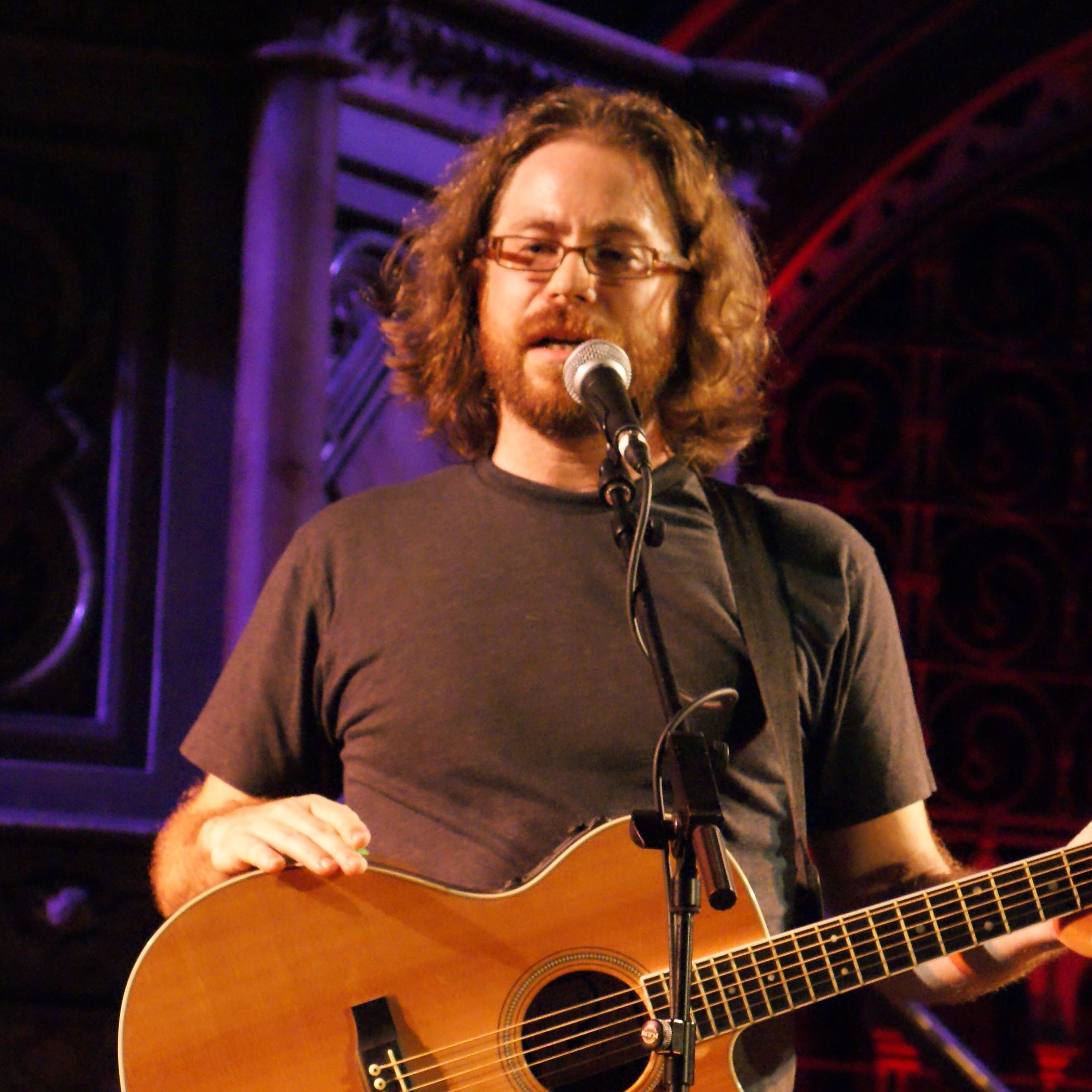
Джонатан Култон, композитор «Still Alive»

Still Alive написана Джонатаном Култоном і виконана Еллен Маклейн для відеогри Portal 2007 року. Граючи на фоні титрів, пісня виконується від лиця GLaDOS, головного антогоніста гри. Наприкінці гри GLaDOS, обманює та намагається вбити головну героїню гри Челл, що зрештою перемогла її. Однак у пісні GLaDOS заявляє, що вона все ще жива і що дослідження було успішним. Вона також співає, тестування продовжуються, і натякає на вторгнення Комбінату на Землю в серії Half-Life. Пісня також присутня у вигляді інструментальної версії самби через ігрове радіо в певні моменти гри. 29 грудня 2022 року саундтрек Portal 2 було оновлено, тепер він містить цю інструментальну версію та оригінальну необроблену, музику. Необроблена версія також була представлена у Portal RTX.